# NTT東日本さいたま新常盤ビル

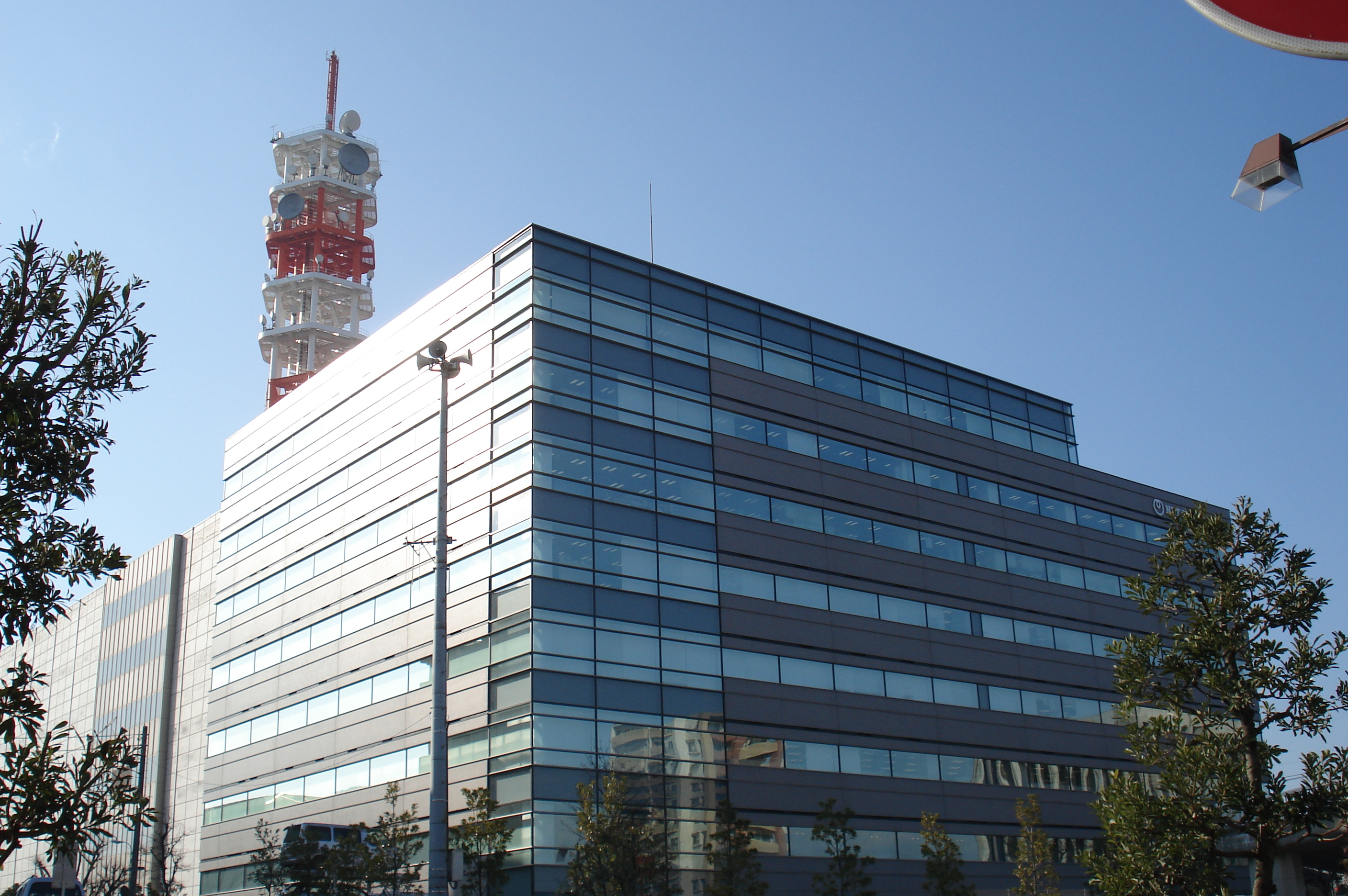
さいたま新常盤ビル。電波塔は後ろの常盤ビルのもの

NTT東日本さいたま新常盤ビル（NTTひがしにほん さいたましんときわビル）は、埼玉県さいたま市浦和区常盤5-8-17にあるNTT東日本-関信越の本社ビルである。

## 概要
2008年、NTT東日本常盤ビルの北側の敷地（駐車場などに利用）に建設された鉄骨造りの地上8階、塔屋2階のビルである。国道463号に面している。
- 敷地面積12,058平方メートル
- 建築面積2,145平方メートル
- 延べ床面積15,059平方メートル
- 容積率354％
- 基準階天井高2.7m
- 床荷重500kg/平方メートル
- 駐車場154台

## 歴史
南側のNTT東日本常盤ビル含め、常盤5-8は全域が藤倉ゴム工業（現・藤倉コンポジット）浦和工場であった。1971年（昭和46年）9月に岩槻工場が稼働し、浦和工場は閉鎖した。その広大な跡地の西側にはNTT東日本常盤ビルが建設され、西側は読売新聞浦和支局、浦和公共職業安定所、県営団地、戸建て住宅として整備された。この常盤ビルの北側は長らく駐車場などであったが、2008年9月に新常盤ビルが完成した。その時点ではNTT東日本埼玉支店の事務棟として使われていた（従来の常盤ビルは収容局）。2014年7月1日に株式会社NTT東日本-埼玉が、株式会社NTT東日本-栃木、株式会社NTT東日本-群馬、株式会社NTT東日本-長野、株式会社NTT東日本-新潟の4社を吸収合併し、商号変更し、さいたま新常盤ビルを本社とした。

## 周辺
- 埼玉りそな銀行本店
- 浦和公共職業安定所
- 読売新聞社さいたま支局
- 国道17号（中山道）
- 国道463号（越谷浦和バイパス・中山道）
  - 新浦和橋
- 埼玉県道57号さいたま鴻巣線バイパス
- 道場三室線